# Divine Deablo
Divine Ahmad Deablo (geboren am 17. August 1998 in Winston-Salem, North Carolina) ist ein US-amerikanischer American-Football-Spieler auf der Position des Linebackers. Er spielte College Football für Virginia Tech und steht seit 2025 bei den Atlanta Falcons in der National Football League (NFL) unter Vertrag. Zuvor spielte Deablo vier Jahre lang für die Las Vegas Raiders.

## College
Deablo besuchte die Mount Tabor High School in seiner Heimatstadt Winston-Salem, North Carolina, und spielte dort erfolgreich Football. Ab 2016 ging er auf die Virginia Tech, um College Football für die Virginia Tech Hokies zu spielen. Als Freshman wurde Deablo vor allem in den Special Teams eingesetzt, als Wide Receiver fing er einen Pass für acht Yards Raumgewinn. Vor seiner zweiten Saison am College wechselte er seine Position und spielte fortan als Safety. Auf dieser Position kam Deablo in vier Spielen zum Einsatz, bevor er wegen eines Ermüdungsbruches im Fuß für den Rest der Saison ausfiel und sich das Jahr als Medical Redshirt anrechnen ließ. 
In der Saison 2018 entwickelte er sich zum Stammspieler und erzielte in elf Spielen 55 Tackles, davon 4,5 für Raumverlust, dabei hatte er mit Verletzungen zu kämpfen. Im folgenden Jahr kam Deablo in allen 13 Partien von Beginn an zum Einsatz und verzeichnete 84 Tackles, eine Interception, einen erzwungenen Fumble und einen Fumble-Return-Touchdown über 98 Yards. Zur Saison 2020 wechselte er in eine Safety/Linebacker-Hybridrolle, nachdem er zuvor als Free Safety zum Einsatz gekommen war. In der wegen der COVID-19-Pandemie verkürzten Saison kam er in neun Partien auf 55 Tackles, einen eroberten Fumble und vier Interceptions. Deablo wurde in das All-Star-Team der Atlantic Coast Conference (AAC) 2020 gewählt.

## NFL
Im NFL Draft 2021 wurde Deablo in der dritten Runde an 80. Stelle von den Las Vegas Raiders ausgewählt. In der Vorbereitung auf seine Rookiesaison wechselte er auf die Position des Linebackers. Zunächst kam er überwiegend in den Special Teams zum Einsatz, wurde aber verletzungsbedingt ab dem 13. Spieltag auch in der Defense eingesetzt und konnte gegen das Washington Football Team mit elf Tackles direkt überzeugen. In den letzten fünf Partien lief Deablo als Starter auf und ersetzte Cory Littleton in der Stammformation, da dieser nicht hatte überzeugen können. In der Saison 2022 konnte Deablo in den ersten acht Spielen mit 74 Tackles den Höchstwert in seinem Team verzeichnen. Bei der Partie gegen die Jacksonville Jaguars am neunten Spieltag erlitt er eine Unterarmverletzung, wegen der er den Rest der Saison verpasste. In der Saison 2023 erzielte Deablo erstmals über 100 Tackles, zwei Spiele verpasste er wegen einer Knöchelverletzung. In der Spielzeit 2024 fiel Deablo wegen einer Bauchmuskelverletzung aus. Nach der Saison lief sein Vertrag bei den Raiders aus.
Im März 2025 unterschrieb Deablo einen Zweijahresvertrag im Wert von 14 Millionen US-Dollar bei den Atlanta Falcons.

### NFL-Statistiken
| Saison                             | Saison | Spiele | Spiele      | Tackles | Tackles | Tackles | Tackles | Interceptions | Interceptions | Interceptions | Interceptions | Interceptions | Fumbles | Fumbles | Fumbles |
| Jahr                               | Team   | Spiele | als Starter | Gesamt  | Solo    | Ast     | Sacks   | PD            | INT           | Yds           | Lng           | TD            | FF      | FR      | TD      |
| ---------------------------------- | ------ | ------ | ----------- | ------- | ------- | ------- | ------- | ------------- | ------------- | ------------- | ------------- | ------------- | ------- | ------- | ------- |
| 2021                               | LV     | 17     | 5           | 45      | 28      | 17      | 0,0     | 1             | 0             | 0             | 0             | 0             | 0       | 1       | 0       |
| 2022                               | LV     | 8      | 8           | 74      | 38      | 36      | 0,0     | 1             | 0             | 0             | 0             | 0             | 0       | 0       | 0       |
| 2023                               | LV     | 15     | 15          | 106     | 65      | 41      | 1,0     | 2             | 0             | 0             | 0             | 0             | 0       | 1       | 0       |
| 2024                               | LV     | 14     | 14          | 63      | 25      | 28      | 1,0     | 2             | 0             | 0             | 0             | 0             | 0       | 0       | 0       |
| Gesamt                             | Gesamt | 54     | 42          | 288     | 166     | 122     | 2,0     | 6             | 0             | 0             | 0             | 0             | 0       | 2       | 0       |
| Quelle: pro-football-reference.com |        |        |             |         |         |         |         |               |               |               |               |               |         |         |         |